# Каринтія і Крайна (область цивільного управління)

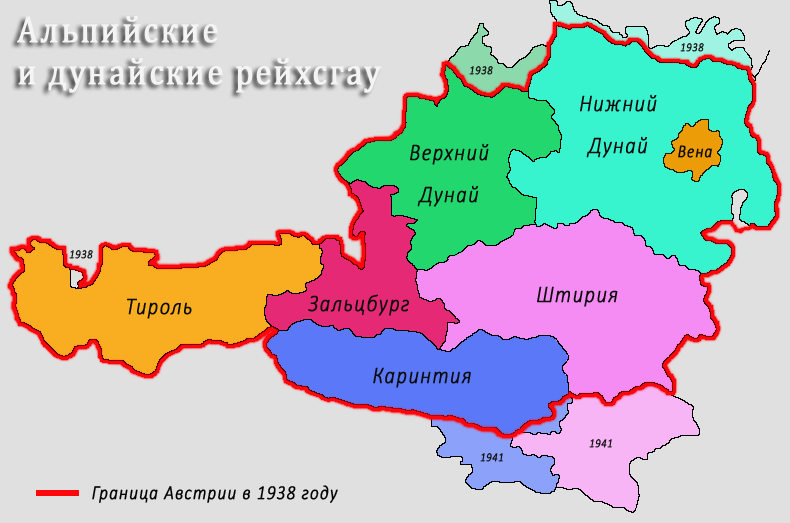
Альпійські і дунайські рейхсгау в 1941 році: територія Каринтії і Крайни, що складається з двох частин, показана світло-синім кольором

Область цивільного управління Каринтія і Крайна (нім. CdZ-Gebiet Kärnten und Krain) — югославська територія, що знаходилась у період із 1941 по 1945 роки під управлінням німецької цивільної адміністрації та призначена для подальшої германізації і приєднання до території Третього Рейху. Адміністративним центром спочатку було місто Фелдес, а з 15 листопада 1941 центр був перенесений в Клагенфурт, розташований в райхсгау Каринтія.

## Історія
Після окупації Югославії в ході югославської операції 14 квітня 1941 року північно-західні словенські території («Словенська Каринтія») і Крайна були передані під німецьке цивільне управління в підпорядкування райхсгау Каринтія, створеному на території Австрії. Після повної германізації планувалося включити Каринтію і Крайну до складу Німецької імперії у вигляді частини райхсгау. З цією метою уже з червня 1941 року в регіоні було введено німецьку валюту — райхсмарку.
Після закінчення війни територія знову повернулася до складу Югославії. Сьогодні ці землі входять до складу Словенії.

## Адміністративний поділ
З 1 серпня 1941 року в регіоні вводяться три округи, що утворюють регіон «Верхня Крайна» (нім. Oberkrain):
- Округ Радманнсдорф (Радовлиця)
- Округ Крайнбург (Крань)
- Округ Штайн (Камник)